# Niotaze, Kansas
Niotaze, Kansas (енгл. Niotaze) град је у америчкој савезној држави Канзас.

## Демографија
По попису из 2010. године број становника је 82, што је 40 (-32,8%) становника мање него 2000. године.
| Група             | 2000.       | 2010.      |
| Белци             | 102 (83,6%) | 70 (85,4%) |
| Афроамериканци    | 0 (0,0%)    | 0 (0,0%)   |
| Азијати           | 0 (0,0%)    | 0 (0,0%)   |
| Хиспаноамериканци | 8 (6,6%)    | 0 (0,0%)   |
| Укупно            | 122         | 82         |